# Svatá země

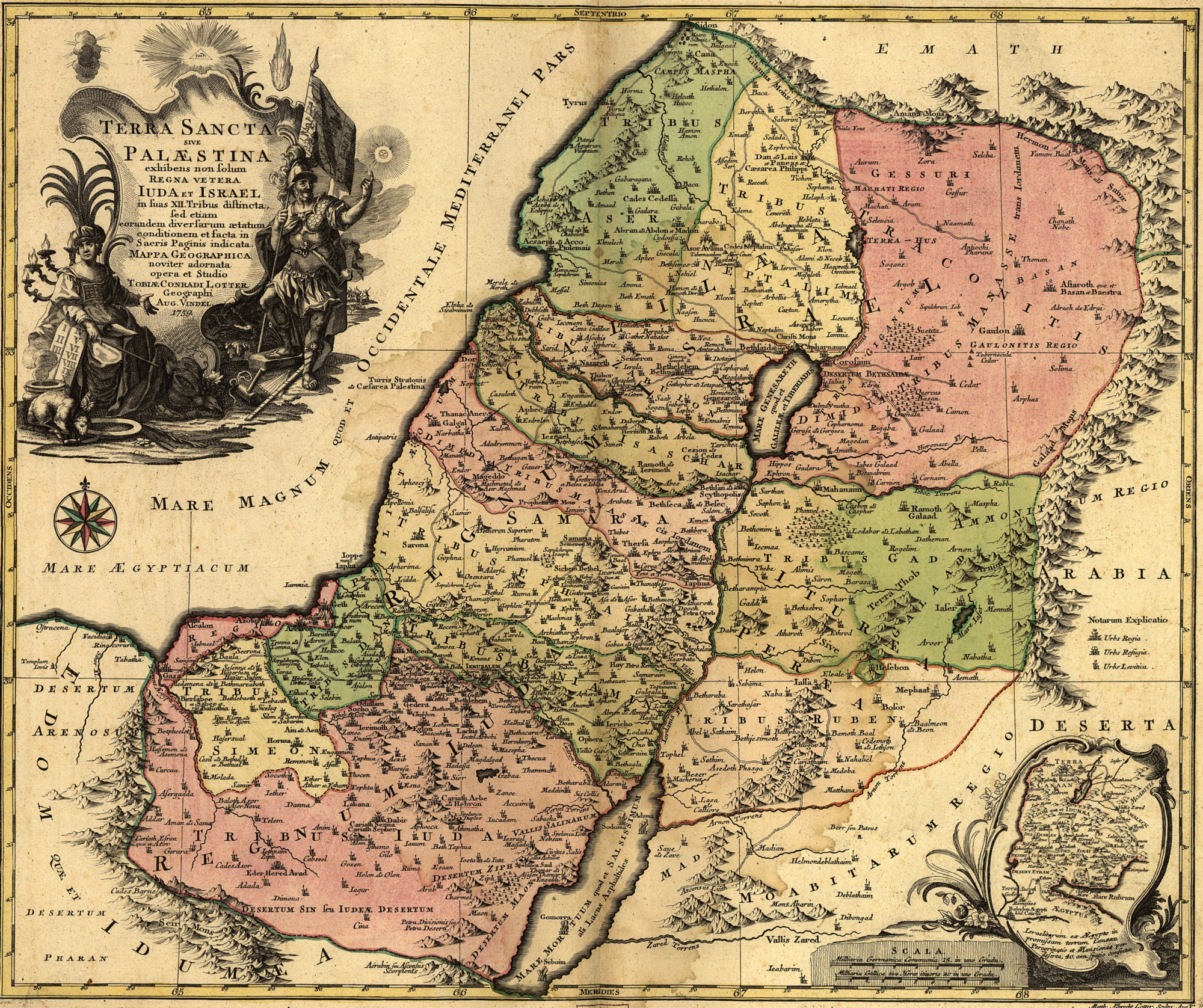
Mapa z roku 1759 zobrazující antické severní Izraelské a jižní Judské království a území dvanácti kmenů

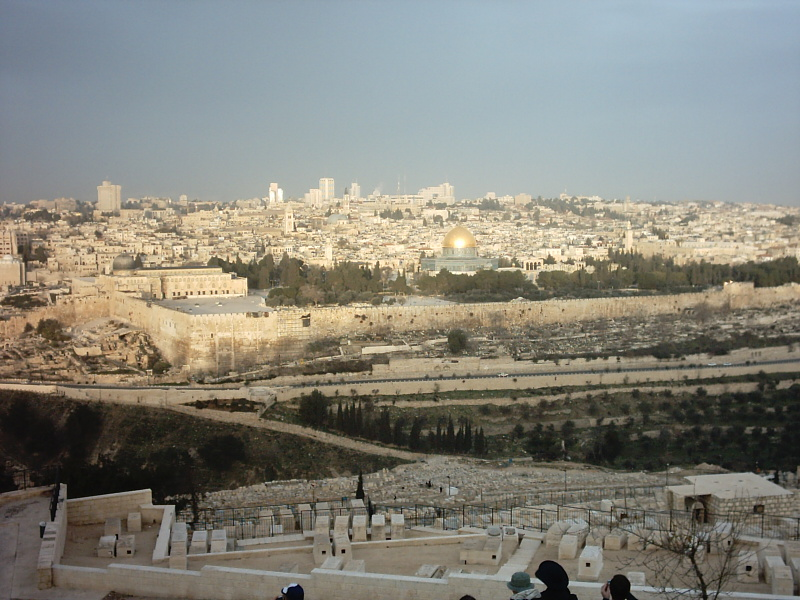
Jeruzalém – centrum Svaté země, město posvátné judaismu, křesťanství i islámu

Svatá země (latinsky Terra Sancta) je jedním z expresivních názvů Izraele, jakožto země, do níž vstoupili Židé po čtyřicetiletém putování pouští. Oblast má velký náboženský význam pro tři světová monoteistická náboženství (judaismus, křesťanství a islám), jelikož v této oblasti se odehrály události, které jsou posvátné pro všechna tato náboženství.
V židovské tradici hraje velkou roli také další název – Země zaslíbená. Ta byla podle biblické tradice darována Bohem potomkům starozákonního patriarchy Abraháma.
Po desáté egyptské ráně byli Židé zázračně osvobozeni z faraonova područí. Hospodin Izraelce vedl do země zaslíbené. V době kdy Mojžíš vystoupil na horu Sinaj, kde dostal od Boha desatero přikázání udělali Izraelité zlaté tele a dopustili se tak modlářství. Do země zaslíbené dovedl Izraelity Mojžíšův nástupce Jozue. Vstup do země zaslíbené nastal překročením řeky Jordán. Výměr Svaté země je dle Joz 1,4 od pustiny Libanonu k veliké řece Eufratu, celá země Héitů k velikému moři k západu slunce.